# Richard Jörg
Richard Jörg (* 12. August 1908 in Karlsruhe; † September 1992 in Konstanz) war ein deutscher Architekt und kommunaler Baubeamter, der vor allem durch seine Entwürfe für katholische Kirchenbauten bekannt wurde. Er war städtischer Oberbaurat in Mainz und Regierungsbaurat in Mannheim.

## Leben und Werk
Richard Jörg absolvierte ein Architekturstudium an der Technischen Hochschule Karlsruhe mit dem Schwerpunkt städtischer Hochbau, Wohnungs- und Siedlungswesen bei Otto Ernst Schweizer. Jörg übernahm 1947 die Leitung des Mainzer Hochbauamtes und war in dieser Position bis 1952 in Mainz aktiv. Während seiner Tätigkeit in Mainz wurde er durch seine Planungen zum Wiederaufbau der kriegszerstörten Altstadt bekannt. Für den alten Stadtkern gelang es ihm jedoch wegen der difformen Verkehrsgrundlage (Abfolge unterschiedlicher Stadträume, außerordentlich komplexe Landschaft von Plätzen und Gassen) nicht, ein realisierbares stadtbaukünstlerisches Gesamtkonzept zu entwickeln. Er leitete 1949 bis 1951 den Wiederaufbau des Mollerschen Stadttheaters, heute Staatstheater Mainz.
Als Oberbaurat entwickelte er zusammen mit Adolf Bayer Konzepte zur Erhaltung mehrerer freier Blickachsen auf den Mainzer Dom, die unter anderem von einer niedrig gehaltenen, stark aufgelockerten Kammbebauung der Südseite der Ludwigsstraße ausgingen. Andere Blickachsen entwickelte er von der Schusterstraße aus sowie durch eine neue Gasse zwischen Stadthausstraße und Alter Universitätsstraße, früher Seppel-Glückert-Passage. Dieses Konzept wurde erst ab 1961 umgesetzt und die Ludwigsstraße auf die Tiefe der südlichen Platzwand des Gutenbergplatzes erheblich verbreitert. Einheitliche zweigeschossige Pavillons wurden vor hohen Rückgebäuden gebaut. Eine Anerkennung als Baudenkmal blieb diesem Ensemble bisher versagt, obwohl die kubische Grundform als integraler Teil der übergeordneten Kammbebauung und die weitgehend erhaltene Substanz und Proportion der Baukörper als denkmalwürdig bezeichnet worden sind.
Markantestes Gebäude seiner Mainzer Schaffensperiode ist die vom Mainzer Bischof Albert Stohr genehmigte und unter Beteiligung des Architekten Bernhard Schmitz geplante Heilig-Kreuz-Kirche im schlesischen Viertel. Der avantgardistische Zentralbau ist das erste vorkonziliare katholische Kirchenbauwerk in Deutschland, das sich – wie später im Vatikanum angestrebt – am Dialog und der Bindung des Kirchenvolks mit dem Priestertum orientierte. Hierzu wurde die räumliche Trennung von Sanktuarium und Laienraum aufgehoben. Die aufwändige Lichtregie setzte Jörg auch später oft ein.
Gemeinsam mit Adolf Bayer, den er aus seiner Mainzer Zeit kannte, beteiligte er sich am Architektenwettbewerb zur Errichtung von Regierungsgebäuden in Würzburg.
Die Stadt Mannheim berief Jörg 1952 zum Stadtbaudirektor. Er leitete das Referat Hochbauwesen, Raumplanung und Grünanlagen. In Mannheim zeichnete er verantwortlich für den Wiederaufbau des Mozartsaals des Rosengartens, des Amtsgebäudes C 7,2 und des Zeughauses, außerdem für den Neubau der Handwerkskammer in B 1 und der Kirche St. Lioba sowie den Umbau des Engelhardt-Hauses auf den Planken.

## Bauten (Auswahl)
- 1955: Schulneubau in Neuostheim
- 1960–1961: St. Lioba in Mannheim

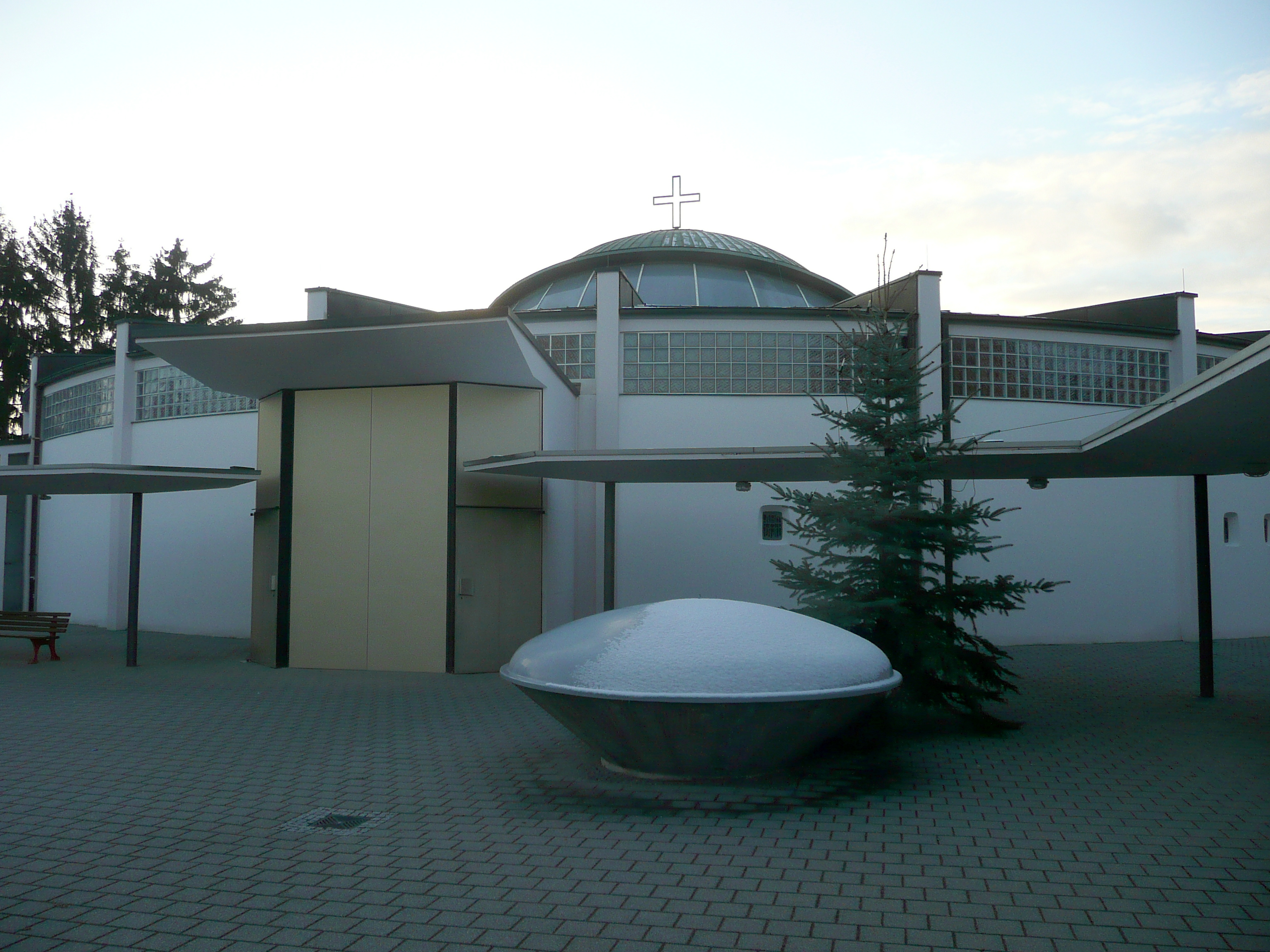
Frontansicht der Kirche St. Andreas in Neckarhausen

- 1960: Kirche St. Andreas in Edingen-Neckarhausen
- 1960–1962: Kirche Heilig Kreuz / St. Johannes in Ludwigshafen
- 1966: Christkönig-Kirche in Hemer
- 1967–1969: Kirche Zur Heiligen Dreifaltigkeit in Wiesloch

## Schriften
- mit Ignatia Neumann und Hugo Schnell: Die Ursulinenkapelle in Mannheim. Aus der Geschichte des Ursulinenordens und des Ursulinenklosters Schweidnitz-Mannheim (= Kleine deutsche Kirchenführer. Bd. 1051). Schnell und Steiner, Regensburg 1975.